# StSt BCe 1/2
Die drei Motorwagen BCe 1/2 1 bis 3 der Strassenbahn Stansstad–Stans (StSt) lieferte die SIG in Neuhausen. Die elektrische Ausrüstung mitsamt dem 15 PS starken Motor stammte von der Companie de l'industrie eléctrique & mécanic (CIE) in Genf. Sie hatten einen Radstand von 2,5 Metern und eine Gesamtlänge über Kupplung von 7,52 Metern. Sie besassen ein Abteil Zweiter Klasse mit sechs gepolsterten Sitzen sowie ein Abteil Dritter Klasse mit zwölf Sitzplätzen auf Holzbänken. Die offenen Plattformen waren auf der Seite des Dritte-Klasse-Abteils um eine Fensterbreite verlängert, so dass auf jeder Seite sieben Fenster vorhanden waren. Im Winter konnte zwischen den beiden Abteilen ein Ofen eingebaut werden. Es war eine Petroleumbeleuchtung vorhanden. 
Die Stromübertragung geschah mit einem Trolleystromabnehmer (Stangenstromabnehmer) mit Schleifstück, und nicht mit der damals noch üblichen Rolle. Es wurde auch ein kompletter Reservetrolley mitgeführt.
Der Motorwagen Nummer 1 wurde 1901 zum BCe 2/2 umgebaut, er erhielt zwei 22 PS starke Motoren von der Maschinenfabrik Oerlikon. Nach der Betriebseinstellung kam er zur damaligen Trambahn Luzern (TrL), wo er zum B2 50 umgebaut wurde. Das Fahrzeug wurde 1945 verschrottet. 
Über den Verbleib der restlichen Motorwagen nach 1905 ist nichts bekannt.